# Aminata Doucouré (football)
Pour les articles homonymes, voir Aminata Doucouré.
Aminata Doucouré, née le 3 avril 1994, est une footballeuse malienne évoluant au poste de défenseur.

## Carrière

### Carrière en club
Aminata Doucouré joue avec l'équipe B du FC Domont à la fin des années 2000, puis pour Colombes. Elle est joueuse du Racing Club Saint-Denis depuis 2015.

### Carrière internationale
Aminata Doucouré évolue en équipe du Mali depuis 2016, quand elle est appelée pour disputer la Coupe d'Afrique des nations 2016 au Cameroun ; les Maliennes ne dépasseront pas la phase de groupes. 
Elle fait ensuite partie du groupe convoqué pour jouer la Coupe d'Afrique des nations 2018 au Ghana, où les Maliennes terminent à la quatrième place.